# 乔丕忠
乔丕忠（Pizhong Qiao），美国土木工程协会会士（ASCE Fellow）和工程力学院会士（EMI Fellow）；曾美国土木工程协会航空部执行委员和主席、美国土木工程协会高等材料和结构委员会和稳定性委员会主任等职。现任Journal of Engineering Mechanics, Journal of Aerospace Engineering和Structural Health Monitoring-An International Journal （页面存档备份，存于）三个国际期刊副主编。
乔丕忠现为上海交通大学船舶海洋与建筑工程学院讲席教授，主要从事复合和智能材料在航空航天、土木水利等方面应用的研究工作。乔丕忠为美国华盛顿州立大学（Washington State University）终身教授（2006-2021），美国阿克伦大学（The University of Akron）助理教授/副教授（1999-2006），美国西弗吉尼亚大学（West Virginia University）研究助理教授（1997-1999）。乔丕忠为教育部第八批长江学者特聘教授。
主要从事先进结构材料（复合智能材料和高性能混凝土材料）与力学的研究，尤其致力于复合和智能材料在航空航天、土木水利和生物医学工程中的研究、发展和应用。其主要学术贡献包括对材料和结构的破坏、健康检测及加固等问题开展了国际上具有深远影响的独创性研究。首次提出双层梁剪切变形和双层梁界面变形理论（被波音公司命名为“乔方法”），拓展了断裂力学的适用空间；创建了离散板理论及结构局部稳定显式解，已被美国航空业成功用于结构分析；创新地提出了以剪切变形角为变量参数的板壳结构后屈曲大变形分析方法，为后屈曲和非线性大变形分析提供了理论基础；研究了智能材料用于结构健康监测的关键性基础问题并发展了损伤识别的新理论与方法；提出了几种破坏模型，提升了复合材料对传统结构加固和修复的理论研究水平；建立了超高阶夹层结构受冲击理论，提高了结构冲击和防护分析精度；发展了新的疲劳和概率破坏模型，为结构安全及寿命预测提供了理论依据；推导了近场动力学临界伸长准则与断裂释放能表达式，推动了损伤计算力学的发展；建立了近场动力学剪切扭转准则，为近场动力学II型断裂分析通过了理论支撑。
乔丕忠是首届ASCE Journal of Composites for Construction“最佳研究论文奖”（Best Research Paper）的获得者。因其对土木工程和航空航天结构高性能材料研发的贡献，2012年获华盛顿州立大学Anjan Bose院士工程杰出研究者奖。